# بروی حسکی تلی
بروی حسکی تلی (کردی: Biroyê Heskî Têlî سیه چشمه، ایران) سیاستمدار کرد از ایل جلالی بود نام پدرش حسک و مادرش تلی است. وی از طایفه حسه سوری می‌باشد که یکی از طایفه‌های ایل جلالی است. روزیتا فوربس نویسنده و ماجراجوی انگلیسی وی را قهرمان منطقه آرارات توصیف کرده‌است. او در سال ۱۹۲۵ در شورش آرارات شرکت کرد. در ۱۶ مه ۱۹۲۷ نیروهای کرد علیه نیروی زمینی ارتش ترکیه در منطقه آرارات جنگیدندو سربازان ترکیه را شکست دادن تا آنها مجبور به عقب‌نشینی به سمت دغوبایزید شوند. در تاریخ ۱۷ ژوئن ۱۹۳۱ برو و نیروهایش توسط نیروی زمینی ارتش ترکیه محاصره شدند، اما آنها موفق شدن از طریق منطقه دمیرکاپی به ایران فرار کنند.
وقتی نیروهای بروی حسکی تلی به همراه دیگر شورشیان وارد ایران می‌شوند ارتش ایران را در مقابل خود می بینن و بین آنها درگیریهای شدیدی در مجاورت ماکو رخ می‌دهد. در این درگیری هاارتش ایران به فرماندهی سرهنگ کلب علی خان با کمک نیروهای اعزامی از تبریز و اردبیل در تاریخ ۲۵ ژوئیه ۱۹۳۱نیروهای کرد راشکست می‌دهند و سرهنگ ایرانی کلب علی خان کشته می‌شود فرزنده یکی از رهبران شورش آرارات دستگیر می‌شود، برو و برادرانش هم در همین درگیری کشته می‌شوند.